# Botafogo SC
Botafogo SC is een Braziliaanse voetbalclub uit Senhor do Bonfim in de deelstaat Bahia.

## Geschiedenis
De club werd opgericht in 1919 in de hoofdstad Salvador en werd in zijn eerste bestaansjaar al staatskampioen. De club won de titel in totaal zeven keer. In 1990 werd de voetbalafdeling van de club gesloten. In 2011 heropende de club opnieuw.
In 2021 verhuisde de club naar Senhor do Bonfim.

## Erelijst
Campeonato Baiano
1919, 1922, 1923, 1926, 1930, 1935, 1938